# Бланско
Бланско (на чешки: Blansko; на немски: Blanz) е град в Южноморавски край, Чехия. Бланско се споменава за първи път като замък през 1141 г., докато града започва да се развива през 1277 г.

## История
Бланско като селище се споменава за първи път през 1136 г. като спорно място между Индржих Здик, епископ на Оломоуц и княз Вратислав Бърненски, по отношение на изграждането на църква в селото, намиращо се на десния бряг на река Свитава. През 1277 г. тогавашният епископ на Оломоуц, Бруно фон Шауенбург, основава друго село на левия бряг на Свитава. Първоначално известно като Ново Бланско, то се превръща в основа на съвременния град. След основаването на Ново Бланско, селата преминават в собственост на поредица от феодални собственици. През 1526 г. двете села са обединени в Бланско.
От 1698 г. родът Гелхорн започва изработването на първите метални изделия в Бланско. След 1766 г. селището Бланско принадлежи на рода Салм, който покровителства много занаятчии и учени, включително Йозеф Добровски. То претърпява значително развитие, заедно с производството на метални изделия, под ръководството на Хюго Франтишек Салм. През 1905 г. Франц Йосиф I, император на Австрия, дава на Бланско статут на град, и издава възпоменателен сертификат, който описва ситуацията в Бланско по това време като свързана с промишленост, образование, сдружения и др. През 1918 г. градът е свързан към железопътната система на страната. През 1949 г. Бланско става административен център на едноименния окръг.
В днешно време Бланско все още има много фабрики, макар че значимостта на града като локален център на работна сила е намаляла. По-големите компании в Бланско са: машиностроителния концерн ČKD Blansko, производителят на измервателни инструменти „Metra Blansko“ и циментовата фабрика „Českomoravsky Beton“.

## Деление
Града се дели на 8 кадастрални земи и 9 градски части.
Кадастралните земи са:
- Бланско (Blansko)
- Долни Лхота (Dolní Lhota)
- Хорни Лхота у Бланска (Horní Lhota u Blanska)
- Хоржице у Бланска (Hořice u Blanska)
- Клепачов (Klepačov)
- Лажанки у Бланска (Lažánky u Blanska)
- Олешна у Бланска (Olešná u Blanska)
- Техов (Těchov) (místní části Těchov a Obůrka)

### Градски части
Града се дели неофициално на тези градски части:
- Зборовце (Zborovce)
- Север (Sever)
- Старе битовки (Staré bytovky)
- Писечна (Písečná)
- Подлеси (Podlesí)
- Бланско-место (Blansko-město)
- Старе Бланско (Staré Blansko)

## Партньорски градове
- Булок, Франция
- Скандиано, Италия
- Мюрццушлаг, Австрия
- Легница, Полша
- Комарно, Словакия
- Вакиер, Франция